# Cocathédrale San Paolo
La cocathédrale San Paolo (en français : cocathédrale Saint-Paul) est une basilique religieuse et la cathédrale de la ville d'Alatri, dans la province du Latium en Italie. Elle en était la cathédrale jusqu'au 30 septembre 1986, quand elle est devenue cocathédrale du diocèse d'Anagni-Alatri.

## Histoire
La cathédrale est construite au milieu de l'esplanade de la ville haute, sur les ruines d'un ancien temple dédié à Saturne. On possède des traces d'une ancienne cathédrale d'avant l'an Mil.
Sous le pontificat du pape Innocent II (1130-1143), les reliques du pape Sixte Ier ont été transférées à Alatri et, à cette occasion, l'ancienne cathédrale a été rénovée, l'autel a été achevé en 1156. L'enrichissement se poursuivit au XIIIe siècle, à la suite de la visite du pape Honorius III quand furent ajoutés l'Ambon et une balustrade par Cosimo Cosmati. Ces éléments architecturaux sont toujours conservés aujourd'hui dans l'église.
En 1228, une femme aurait volé une hostie consacrée et conservée dans un tissu. Trois jours plus tard, l'hostie serait devenue chair, et cette relique du miracle eucharistique est conservée depuis dans la cathédrale. Le pape Grégoire IX qualifie ces évènements d'"extraordinaires".
Au cours du XVe siècle, les murs furent décorés de fresques avec des scènes de la translation des reliques de Saint-Sixte: Ces peintures sont aujourd'hui disparues à la suite de la modernisation des œuvres réalisées aux XVIe et XVIIe siècles, qui a transformé l'église.
La façade actuelle et le clocher ont été ajoutés par Jacopo Subleyras entre 1790 et 1808 et, en 1884, ont été rajoutés l'Attique et le Tympan. Enfin, en 1932, la chapelle Saint-Sixte a été construite pour abriter les reliques du saint à l'occasion du huitième centenaire de leur translation.
Lors de sa visite au diocèse en 1850, le pape Pie IX distingue l'église en lui accordant le titre de basilique mineure.

## Architecture
La façade de pierre et de brique est une œuvre de la fin du XVIIe siècle. L'intérieur présente un plan en croix latine avec trois nefs divisées par des piliers, avec un transept surélevé.
En plus des reliques du pape Sixte Ier, les restes d'un martyr romain, Alexandre, provenant de la crypte des Papes, ont été transférés à Alatri en 1640. Parmi les œuvres d'art de l'église se trouvent une copie de la Crucifixion de Guido Reni, le visage gravé de Saint-Sixte en relief et en argent (1584), et la Madonna del suffragio, sculpture en bois réalisée en 1639.
Dans la cathédrale sont conservées les reliques du miracle eucharistique survenu à Alatri en 1228.
Une chapelle abrite les restes de la bienheureuse Marie Raphaëlle Cimatti transférés le 27 mars 2010 à partir de l'église San Benedetto.

## Source
- (it) Cet article est partiellement ou en totalité issu de l’article de Wikipédia en italien intitulé « Concattedrale di San Paolo » (voir la liste des auteurs).

1. ↑  (it) « Congresso eucaristico nazionale. La mappa dei miracoli eucaristici in Italia », sur www.avvenire.it, 12 septembre 2016 (consulté le 20 septembre 2023)